# 男はつらいよ 寅次郎あじさいの恋
『男はつらいよ 寅次郎あじさいの恋』（おとこはつらいよ とらじろうあじさいのこい）は、1982年8月7日に公開された日本映画。『男はつらいよ』シリーズの29作目。

## 作品概要
控えめに見えるが情熱を秘めた大人の女性（いしだあゆみ）から好意をもたれた寅次郎（渥美清）。他人に誠実であること、自身の心に嘘をつかないこと。一緒のようでいて社会の上では折り合いのつかない2つの問題に挟まれた男の答えは…。
浅草軽演劇の渥美、新宿演劇の流れを汲む柄本明、歌手から大女優へ成長したいしだなど異色の組み合わせだが、客演に迎えた十三代目・片岡仁左衛門の存在が大きい。山田洋次監督は情熱と雅量を持つ名優に憧れていたとされ、『100年インタビュー』（NHKデジタル衛星ハイビジョン2007年11月15日放送）でも十三代目の佇まいに感動した様子を語っている。

## あらすじ
寅次郎が見た夢では、寅次郎は旅の絵描き。貧乏なさくら一家に泊めてもらったお礼に、ふすまに絵を描いたところ、翌朝、その絵から雀（アニメーションで表現）が飛び出し、一家は見物客で裕福になる（落語「抜け雀」の借用）。
京都へ旅に来ていた寅次郎は、京都名物の葵祭で老人加納作次郎（片岡仁左衛門）の下駄の鼻緒を直してあげた縁で、加納に気に入られる。実は加納は人間国宝でもある当代屈指の陶芸家で、その自宅・工房には、かがり（いしだあゆみ）という名の、丹後の実家に娘をあずけている未亡人が住み込みの女中として働いていた。美人を見るとたちまち自制心を失う寅次郎は、影のあるかがりに夢中になる。
そこに、加納の独立した弟子の蒲原が訪ねてきた。蒲原がかがりと結婚すると皆が思っていたが、このたびその親が資金を出してくれるという女性と結婚することになったと蒲原は伝える。加納は、袖にされても煮え切らない態度を取ったことを理由として、こともあろうにかがりを叱責してしまう。寅次郎が加納宅を訪れると、かがりは実家に帰ったと知らされる。「風の吹くまま」旅に出ようとする寅次郎に、加納は「その風、丹後の方に向いて吹かんやろか」と、かがりの様子を見てきてくれるように頼み、これまでの感謝の気持ちを込めて、美術館が所望するほどの名器を、価値の分からない寅次郎に贈る。
寅次郎は丹後までかがりを訪ねていくが帰りの船がなくなったため、かがりの家に泊めてもらう。寅次郎に惹かれたかがりだったが、寅次郎は「他人に誠実である」ことを目指すあまり、消極的な態度をとり続けてしまう。
翌日、とらやへ逃げるように帰った寅次郎は「自身の心に嘘をつかない」恋のやまいで寝込んでしまう。その寅次郎のもとを、かがりが友達と一緒に訪ねて来る。
その際、かがりに密かに書き付けを渡された寅次郎は数日後の日曜日に鎌倉のあじさい寺（成就院）へデートへ行く事に。デートを前に緊張した寅次郎は、無理やり満男を同行させる。寅次郎は緊張のあまり、いつもの調子が出せず、満男にばかり話しかけてしまう。やがて夕方になって、江ノ島の海を見ながら、かがりは寅次郎に、今日の印象は京都や丹後での快活な印象と違うと言った。恋はまたしても暗礁に乗り上げ、品川でかがりと別れた寅次郎は一人涙を流す。かがりはとらやに電話をかけ、「大阪行きの新幹線の最終便で京都に帰ります」と伝えた。所詮はかない恋ははかない恋でしかなかったのだ。そして、寅次郎も旅に出る。
その後、加納の内弟子の近藤（柄本明）がとらやを訪ねてきて、加納が寅次郎に与えた茶碗を個展のために借り受けたいと伝える。その茶碗の由来を知らないとらやの人たちは、たこ社長に灰皿として使わせていた。その日、かがりから届いたはがきには「とても恥ずかしいことをしてしまいましたけど、寅さんならきっと許してくださると思います。風はどっちに向かって吹いていますか。丹後のほうには向いていませんか」とつづってあった。寅次郎は、彦根城の下にある公園・玄宮園で加納の名を騙って瀬戸物の商売をしていたところで、たまたま彦根にきていた加納と再会し、苦笑い。その日の仕事を畳んで、加納と行動をともにする。

## キャスト
- 車寅次郎：渥美清
- さくら：倍賞千恵子
- かがり：いしだあゆみ - 5年前、夫と死別。小学生の娘和代を丹後半島の母に預けて加納作次郎の家に住み込みで働いている。
- 車竜造：下條正巳
- 車つね：三崎千恵子
- 諏訪博：前田吟
- たこ社長：太宰久雄
- 源公：佐藤蛾次郎
- 満男：吉岡秀隆
- はる：岡嶋艶子 - 作次郎宅で働く婆や
- かがりの母：杉山とく子 - 丹後半島の伊根町に孫和代と暮らす。
- かがりの友人：西川ひかる - かがりをとらやに連れてくる。
- 蒲原：津嘉山正種 - 作次郎の独立したかつての弟子。
- 出版関係の男：園田裕久
- ポンシュウ：関敬六 - 寅さんのテキ屋仲間。
- 学生：マキノ佐代子 - 東京から作次郎の工房を見学に訪れる。
- 学生：松谷たくみ - 東京から作次郎の工房を見学に訪れる。
- 学生：土部歩 - 東京から作次郎の工房を見学に訪れる。
- 学生：三星東美 - 東京から作次郎の工房を見学に訪れる。
- 芸妓：光映子
- 鮎川十糸子
- 片岡當勝
- 木崎湖の画家：田口精一 - 寅さんの手紙を代筆する。
- 印刷工：羽生昭彦
- 印刷工：篠原靖夫
- 金谷通利
- 印刷工・俊男：星野浩司
- 竹村春彦
- 印刷工・中村：笠井一彦
- 学生：戸川京子 - 東京から作次郎の工房を見学に訪れる。
- 北村克美
- 田島敬子
- 和代：市丸和代 - かがりの娘。
- 京都・神馬堂の店員：川井みどり
- 斉藤悦子
- 後藤泰子
- 江ノ島亭の食堂の女中：谷よしの
- 近藤：柄本明 - 12年作次郎の下で修行中の弟子
- 御前様：笠智衆
- 加納作次郎：片岡仁左衛門 - 京都在住。人間国宝の陶芸家。寅次郎に礼として「打薬窯変三彩碗」を渡す。
- 備後屋：露木幸次（ノンクレジット）

## エピソード
- 本作には、いままでのシリーズの「お約束」を裏切るような、微妙なオリジナル展開が多数演出されている。京の町家や、丹後、鎌倉・江ノ島の海をバックに、マドンナ絡みでは物静かなシーンが多い[2]。
- 後の『男はつらいよ 寅次郎紅の花』では、満男と寅次郎の会話のやりとりで、かがりの事が言及されている。
- 第1作から様々な役柄で登場していた関敬六が、本作以降は寅次郎のテキヤ仲間のポンシュウ役で固定される[3]。
- タイトルバックの江戸川沿いのセリフのないシーンの常連だった津嘉山正種が、『男はつらいよ 寅次郎ハイビスカスの花』に続いて本編に登場した。
- 恋の病で寅次郎が寝込んだ際の源公のお見舞い袋には「源吉」と書かれている。
- シリーズの撮影拠点である松竹大船撮影所の地元・鎌倉での初の正式ロケが行われた。もっとも、これまでも撮影所外部の大船の街はしばしば登場しているが、今回は大船とは反対の南端にある極楽寺がロケ地である。
- オープニングの主題歌が流れている中、途中で台詞ありのドラマが進行し、また主題歌、クレジットに戻るという変わった技法が取り入れられている。
- 冒頭の夢のシーンでは、アニメが使用されている珍しい回である。また鎌倉へ向かおうとする寅次郎を早回しで撮影したり、マドンナ（かがり）をフラッシュバックで思い出すというこれまでにない演出が取り入れられている。
- DVDに収録されている特典映像の「予告編」「特報」にはカットされたシーンや別バージョンが収録されている。
  - 信州で佇む寅次郎が、「深い雪がようやく溶けて、ここ山里にも…」とナレーションするシーン。
  - 伊根で、船が行ってしまい、かがりが「うちに泊まりはったらどうどす?」と言う箇所で、寅が財布を丸めているシーン。
  - 寅次郎がバスに乗っているシーン。
  - タコ社長がお札を眺め、博が封筒にお札を入れるシーン。

## ロケ地
- 長野県大町市(木崎湖、姫川、大出の吊り橋)
- 京都府京都市(鴨川、河井寬次郎記念館、左京区下鴨神社、木屋町御茶屋、北区上賀茂御薗町)、神馬堂、東山区五条坂、与謝郡伊根町(亀島・かがりの実家、伊根の漁港)
- 神奈川県鎌倉市(鎌倉市立大船保育園(柴又付近としてロケ)、極楽寺成就院、稲村ヶ崎公園、江島神社)
- 東京都千代田区(東京駅)
- 滋賀県彦根市(彦根城、旧池田屋敷長屋門)
- 国鉄宮津線、大糸線
- 江ノ島電鉄

佐藤(2019）、P.632及び公式HPより

## スタッフ
- 監督・原作：山田洋次
- 脚本：山田洋次、朝間義隆
- 製作：島津清、佐生哲雄
- 音楽：山本直純

## 記録
- 観客動員：139万3000人[4]
- 配給収入：10億4000万円[1]（10億1000万円[4]とも）
- 併映作品 : えきすとら

## 受賞
- 第25回ブルーリボン賞最優秀映画賞
- 同・主演男優賞／渥美清
- 同・助演男優賞／柄本明
- 第6回日本アカデミー賞主演女優賞／いしだあゆみ（『野獣刑事』との二作で）
- 第7回報知映画賞最優秀助演男優賞／柄本明